# 第四代馬爾博羅公爵喬治·史賓賽
第四代馬爾博羅公爵佐治·史賓賽（英語：George Spencer, 4th Duke of Marlborough，1739年1月26日—1817年1月29日），1762年至1763年擔任宮務大臣、1763年至1765年擔任掌璽大臣。

## 家庭
1762年，喬治與貝德福德公爵約翰·羅素的女兒卡羅琳結婚，兩人共有3子5女：
1. 卡羅琳（英语：Caroline Spencer, Duchess of Marlborough）（1763年—1813年）
2. 伊莉莎白（1764年—1812年）
3. 喬治（1766年—1840年）
4. 夏洛特（1769年—1802年）
5. 亨利（英语：Lord Henry Spencer）（1770年—1795年）
6. 安妮（1773年—1865年）
7. 艾蜜莉亞（1774年—1829年）
8. 法蘭西斯（英语：Francis Spencer, 1st Baron Churchill）（1779年—1845年）